# 阿纳托利·科斯坚科
阿纳托利·伊万诺维奇·科斯坚科（1940年1月27日—），白俄罗斯军事领导人，前国防部长。

## 生平
1940年生。1959年毕业于基辅苏沃洛夫军事学校，1962年毕业于敖德萨高等联合兵种指挥学校。1962年至1967年，在苏军驻德集群服役。1970年毕业于伏龙芝军事学院。1970年至1971年，任第122独立摩托化步兵营营长。1971年至1973年，任第296近卫摩托化步兵团参谋长。1973年至1979年，任第45近卫坦克训练师参谋长。1981年毕业于总参谋部军事学院。1981年7月至1985年4月，任萨哈林州伊图鲁普岛第18机枪炮兵师师长。1985年4月至1987年10月，远东军区第5集团军司令。1987年10月至1989年10月，白俄罗斯军区第一副司令员。1989年10月至1992年4月，白俄罗斯军区司令员。1994年7月至1995年6月，任白俄罗斯国防部长。
获红旗勋章，红星勋章，二级、三级在苏联武装力量中为祖国服务勋章各一枚，奖章多枚。

## 军衔
- 少将（1983年11月3日）
- 中将（1987年5月7日）
- 上将（1989年5月3日）